# T·J·福特
泰伦斯·杰罗德·福特（英語：Terrance Jerod Ford，1983年3月24日—），昵称“T·J”，美国职业篮球运动员。福特身高1米83，场上位置為控球后卫。
福特出生于休斯敦，大学就读于得克萨斯大学，在2003年NBA选秀中于第一轮第8顺位被密爾瓦基公鹿选中。在2004年的一场比赛中，福特被明尼蘇達灰狼的马克·马德森犯规，脊椎受伤。这一伤病使得福特错过了其后一年半的全部比赛。虽然他在伤愈复出后表现强劲，但是公鹿队还是于2006年将他交易去多倫多暴龍，以交换查理·维拉诺瓦。
在暴龍队，福特面临何塞·卡尔德隆的竞争，2008年，他作为杰梅因·奥尼尔交易的一部分，被送往溜馬队。2009年1月1日，福特攻下生涯最高35分，2008-09賽季也是他生涯表現的巔峰。
2011年，福特轉戰圣安东尼奥马刺，2012年3月7日，福特在比賽中被貝倫·戴維斯撞傷背部，最後因傷勢過重而退休。